# Grandezza naturale
Grandezza naturale è un album di Amir, pubblicato nel 2012 primo album lanciato dall'etichetta indipendente Red Carpet Music.

## Tracce
1. Grandezza naturale
2. Dura un giorno (feat. Alessandro Ray)
3. La mia pelle
4. Red Carpet Boy
5. Astronavi (feat. Alessandro Ray)
6. Ti auguro il meglio
7. Il potere delle note (feat. Brusco)
8. Non mi manca niente
9. Siamo un team
10. Dichiarazione d'amore (feat. Tormento)
11. Lottare è tutto quello che so
12. Inossidabile, pt. 2